# Hammerleithen

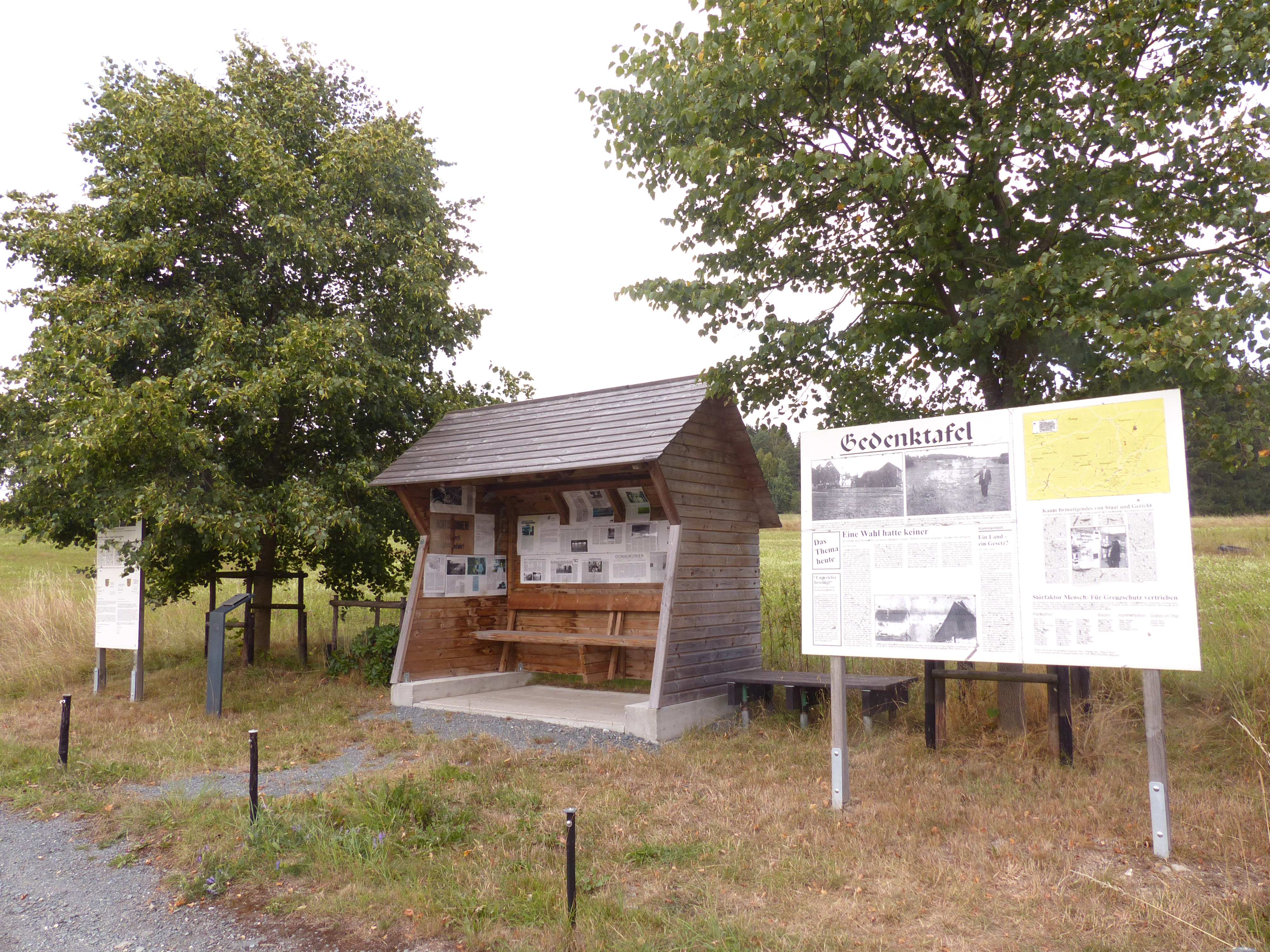
Raststätte am Standort Hammerleithen mit Informationen zum Ort und seinem Schicksal

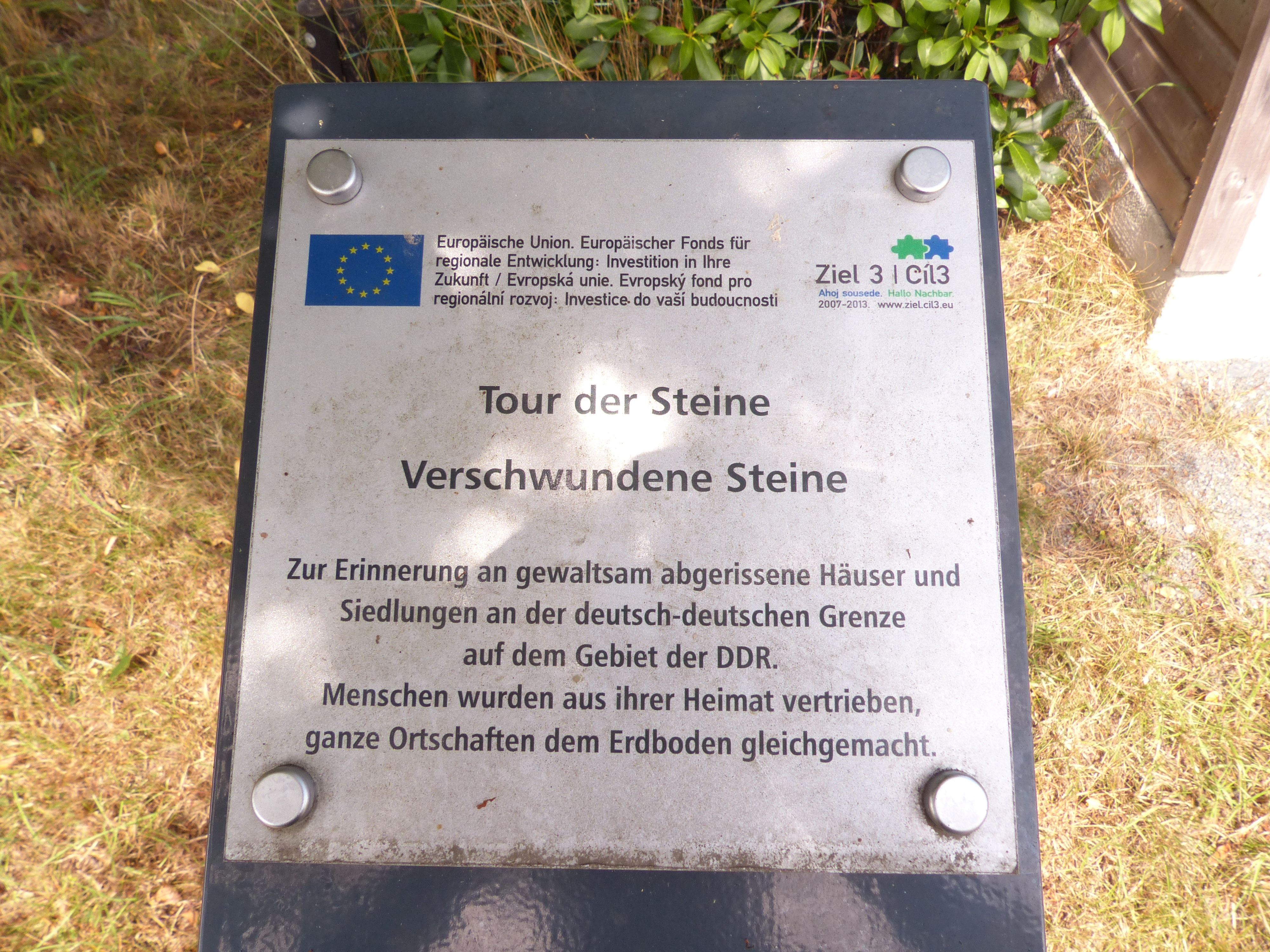
Infotafel „Tour der Steine – Verschwundene Steine“

Hammerleithen war ein Ort an der innerdeutschen Grenze, der im Zuge der Grenzsicherung der DDR zerstört wurde.
Hammerleithen befindet sich heute auf dem Gebiet der Gemeinde Eichigt und war früher Teil der Gemeinde Tiefenbrunn. Der Ort befand sich hangabwärts in südwestlicher Verlängerung von Pabstleithen zwischen Fuhr- und Erlbach. Verbindungsstraßen führen nach Kugelreuth und über Pabstleithen nach Tiefenbrunn. Der Ort liegt nahe der deutsch-tschechischen Grenze und in geringer Entfernung zum Dreiländereck und der ehemaligen innerdeutschen Grenze. Ebenso wie andere kleine Grenzorte fiel Hammerleithen 1974 den Grenzsicherungsmaßnahmen der DDR zum Opfer. Neben Hammerleithen waren innerhalb des ehemaligen Gemeindegebiets von Tiefenbrunn mit Streusiedlungscharakter das Feilerhaus, Gräben im Tale und große Teile von Wieden betroffen.
Der Rastplatz Hammerleithen mit seinen Informationen befindet sich am Wanderweg zu Schicksalorten. An der Strecke befinden sich außerdem die Wüstungen Hasenreuth und Troschenreuth.